# MDA (empresa)
MDA Ltd., anteriormente MacDonald, Dettwiler and Associates (MDA), é uma empresa canadense de tecnologia espacial com sede em Brampton, Ontário, Canadá, que fornece geointeligência, robótica e operações espaciais e sistemas de satélite.
A MacDonald, Dettwiler and Associates comprou a DigitalGlobe em 2017 e, a combinação das duas empresas deu origem a Maxar Technologies; a empresa mudou sua sede para Colorado, Estados Unidos.
Em 8 de abril de 2020, a empresa de investimentos Northern Private Capital, com sede em Toronto, comprou os ativos da MDA da Maxar por Can$ 1 bilhão (US$ 765 milhões). e nomeou a nova empresa de MDA; a empresa está sediada no Canadá.
Em 7 de abril de 2021, a MDA tornou-se uma empresa de capital aberto na Bolsa de Valores de Toronto, negociada sob o símbolo MDA.